# 강진 마도진 만호성지
강진 마도진 만호성지(康津 馬島鎭 萬戶城址)는 대한민국 전라남도 강진군 마량면에 있는 조선시대의 성터이다. 1999년 12월 30일 전라남도의 기념물 제179호로 지정되었다.

## 개요
마도진은 고려말 이래 영호남에서 조세로 내는 곡식을 실어나르는 조운선이 통과하는 지역으로, 이를 약탈하려는 왜구를 방어하기 위해 연산군 5년(1499)에 진성을 쌓게 되었다. 그리고 이곳에는 종4품의 무관직인 만호를 배치하였다.
『여지도서』에 따르면 이 성의 둘레는 890척(약 270m), 높이는 1척(약 3.7m)이라고 기록되어 있다. 현재 성벽의 총 연장길이는 730m 정도이며, 정사각형 또는 직사각형의 커다란 돌로 만든 기단 위에 가로 30cm, 세로 20cm 정도되는 작은 돌들을 이용하여 쌓아올렸다.
현재 마도진 만호성지의 총 면적 4237m2 가운데 대부분이 개인의 소유인데, 성곽 흔적인 돌담과 다른 흔적들도 보존되어 있다.

## 현지 안내문
강진 마도진 성지는 우리나라 서남해에 위치하며 고려말 이후 영호남에서 세금으로 낸 곡식을 실어 나르는 조운선이 통과하는 지역이다. 이 곡식을 약탈하려는 왜구를 막기 위해 조선 연산군 5년(1499)에 축조된 석성으로 종사품의 만호가 파견되었다. 성의 규모는 증보문헌비고에 석축 890자, 높이 12자, 치첩 300, 곡성 6개라고 기록되어 있다.
해상의 전면에는 고금도, 가막섬, 노리묵 등이 이·삼중으로 보호하고 있으며, 육지쪽으로는 말머리 산의 능선을 휘감으며 자리잡고 있어 외부로부터 은폐·엄폐되어 군항으로써 천혜의 조건을 갖추고 있다. 제주도와 육지를 잇는 항구이기도 하다. 이처럼 마도진은 서남해와 내륙을 잇는 요충지로써 조선초기에 설치된 이래 1499년 진성을 축성하고, 을묘왜변과 임진왜란 당시에 방어기지로서 중요한 지역이었다.

## 참고 자료
- 강진 마도진 만호성지 - 국가유산청 국가유산포털